# Nacionalna pregrada
Nacionalna pregrada (švicarsko: Réduit National) je sistem utrdb, ki jih je zgradila Švica za obrambo države pred zunanjimi napadalci. Nekatere utrdbe so začeli graditi že pred prvo svetovno vojno dela pa so se v manjšem obsegu nadaljevala do druge svetovne vojne. Med drugo vojno se je Švica znašla obkrožena z sovražnimi državami, še posebej je bila ogrožena od Nemčijo, zato je v letih 1940 do 1945 za obrambo svoje nevtralnosti zgradila močen in obsežen sistem podzemnih in nadzemnih utrdb.  Načrte za utrdbe je pripravil general Henri Guison, v pozni pomladi leta 1940, ko so Nemci zmagali nad Francijo in začeli pripravljati napad na Švico (operacija Božično drevo). Do konca vojne je bilo poleg številnih bunkerjev zgrajenih tudi večje število velikih podzemnih utrdb med St. Gotthardom, Sargousom in St. Maritzom.
Drugo svetovno vojno je zamenjala hladna vojna, med katero so Švicarji utrdbe neprestano povečevali in posodabljali, zgradili pa so tudi nekaj novih. Med letoma 1980 in 1995 je vojska večino utrdb, zaradi vojaške reforme, nehala uporabljati. Nekatere utrdbe so danes spremenjene v muzeje in si na ogled javnosti.